# Ginger Fish
Ginger Fish Kenneth Robert Wilson (født 28. september 1966) er trommeslager i det amerikanske heavy metalband Rob Zombie, hvor han afløste Sara Le Lucas i 1995; han har spillet for bandet lige siden.